# 泣いてチンピラ
「泣いてチンピラ」（ないてチンピラ）は、日本のシンガーソングライターである長渕剛17枚目のシングル曲。

## 概要
1987年9月16日に東芝EMI／エキスプレスレーベルからリリースされた。作詞・作曲およびプロデュースは長渕、編曲は瀬尾一三および長渕が担当。
貧困な生活と理不尽な世間に対する不満を描いた曲であり、エレクトリック・ギターの音色を全面に出したロックナンバーとなっている。
オリジナル・アルバム『LICENSE』（1987年）からのシングルカット。本作はカップリング曲が2曲収録された特殊仕様の為、A面とB面で回転数が異なる（A面は45回転、B面は33回転である）。更に初めて長渕のオリジナル・カラオケが収録されたシングルとなっている。
それ以降では、ベスト・アルバム『SINGLE COLLECTION』（1988年）、『いつかの少年』（1994年）、『SINGLES Vol.2 (1983〜1988)』（1997年）、『BEST〜風〜』（2002年）に収録されている。

## 音楽性
東京に上京してきて最初に生活していたアパートの描写があり、ままならない生活と臆病な自分を自嘲気味に表現した曲。アレンジはエレクトリックギターが全面に押し出され、ビートの効いたアップテンポでロック調の曲となっている。歌詞の中に映画『竜二』（1983年）のセリフを引用している。
音楽情報サイト『CDジャーナル』では、「アコギの歯切れの良いフレーズで始まる軽快なロック・ナンバー。チンピラなりの男らしい生き様を描いた“アニキ節”全開の1曲」と表記されている。

## 批評
| 専門評論家によるレビュー | 専門評論家によるレビュー |
| レビュー・スコア         | レビュー・スコア         |
| 出典                     | 評価                     |
| ------------------------ | ------------------------ |
| CDジャーナル             | 肯定的                   |

音楽情報サイト『CDジャーナル』では、「媚びない程度にキャッチーなサビ・メロディやツイン・ギター・ソロなどが聴きどころ」と評されている。

## チャート成績
オリコンチャートでは最高位9位、登場回数6回となり、売上枚数は3.9万枚となった。

## ライブ・パフォーマンス
本曲でのテレビ出演は、1987年9月9日にフジテレビ系音楽番組『夜のヒットスタジオDELUXE』（1985年 - 1989年）に出演し演奏された。その後テレビ番組で披露される機会は全くなかったが、2004年2月29日フジテレビ系バラエティ番組『堂本兄弟』（2001年 - 2004年）にて久々にテレビ番組にて演奏された。2010年11月20日にはフジテレビ系音楽番組『ミュージックフェア』（1964年 - ）に出演し、「絆-KIZUNA-」、「東京青春朝焼物語」、「泣いてチンピラ」、「TRY AGAIN」を演奏した。ヒットした前作「ろくなもんじゃねえ」と、大ヒットを記録した次作「乾杯」の間にリリースされたシングルであり、両曲に比べ一般的な認知度は低い曲だが、ライブでは定番の曲となっており、ライブでの演奏率は2位となっている。

## シングル収録曲
| 全作詞・作曲: 長渕剛、全編曲: 瀬尾一三、長渕剛。 |                                        |        |            |      |
| #                                                | タイトル                               | 作詞   | 作曲・編曲 | 時間 |
| 1.                                               | 「泣いてチンピラ」                     | 長渕剛 | 長渕剛     | 4:25 |
| 2.                                               | 「PLEASE AGAIN (with Acoustic Piano)」 | 長渕剛 | 長渕剛     | 6:00 |
| 3.                                               | 「ろくなもんじゃねえ（カラオケ）」     | 長渕剛 | 長渕剛     |      |

## 収録作品
スタジオ音源
- 『LICENSE』（1987年）
- 『SINGLE COLLECTION』（1988年）
- 『いつかの少年』（1994年）
- 『SINGLES Vol.2 (1983〜1988)』（1997年）
- 『BEST〜風〜』（2002年）

ライブ音源
- 『長渕剛LIVE'89』（1990年） - 1989年7月13日、7月14日の横浜アリーナ公演から収録されている。
- 『長渕剛 ALL NIGHT LIVE IN 桜島 04.8.21』（2004年） - 2004年8月21日の桜島特設会場公演から収録。
- 『富士山麓 ALL NIGHT LIVE 2015』（2016年） - 2015年8月22日の富士山麓ふもとっぱら特設会場公演から収録。

ライブ映像
- 『LICENSE』（1988年）
- 『LIVE'97-'98 "ひまわり"』（1998年）
- 『9.7 in 横浜スタジアム LIVE 2002』（2003年）
- 『Keep On Fighting LIVE 2003 夏』（2003年）
- 『SAKURAJIMA』（2004年）
- 『2007 TSUYOSHI NAGABUCHI ARENA TOUR "COME ON STAND UP!"』（2008年）
- 『LIVE at YOYOGI NATIONAL STADIUM ARENA TOUR 2010 - 2011 "TRY AGAIN"』（2011年）
- 『富士山麓 ALL NIGHT LIVE 2015』（2016年）